# لواء باراك المدرع

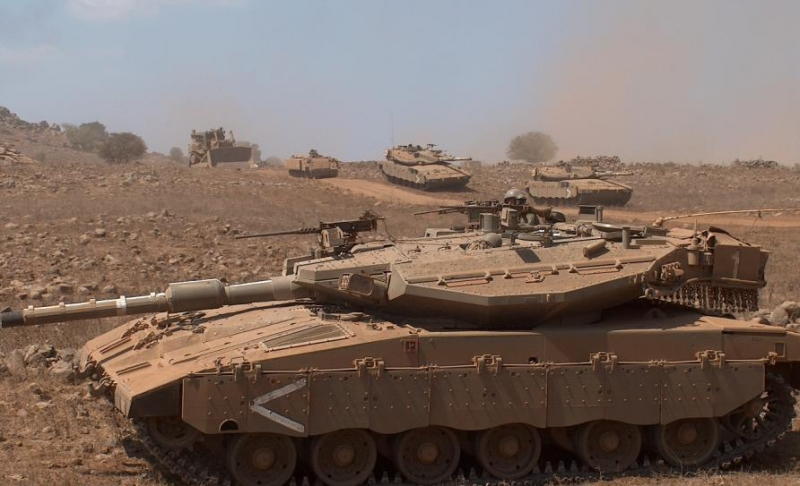
سرية دبابات ميركافا تابعة للواء باراك المدرع خلال تمرين عسكري شمال إسرائيل

اللواء 188 مدرع باراك هو لواء مدرع إسرائيلي تشكل في عام 1948 وألحق بالقيادة الشمالية للجیش الإسرائيلي، خاض حرب أكتوبر على الجبهة السورية ودمرت أغلب وحداته في أيام الحرب الأولى وقتل آمره العقيد إسحاق بن شوهام.